# Vizellaceae
Vizellaceae es una familia de hongos con ubicación taxonómica incierta en la clase Dothideomycetes. La familia fue circunscripta por el micólogo Haring Johannes Swart en 1971. Originalmente contenía a Blasdalea y el género tipo era Vizella. Las especies de Vizellaceae poseen una distribución amplia, habitando en especial regiones tropicales y subtropicales.